# Forza Motorsport 2
Forza Motorsport 2, vaak afgekort tot Forza 2, is een racespel dat is ontwikkeld door Turn 10 Studios voor de Xbox 360 en is het vervolg op Forza Motorsport. Het spel kwam op 8 juni 2007 op de Europese markt. Het vervolg, Forza Motorsport 3, werd uitgebracht in oktober 2009.

## Gameplay
Forza Motorsport 2 is een racesimulator met een realistische inslag en is speciaal ontwikkeld voor de Xbox 360. Het Xbox 360 Wireless Racing Wheel is gelijktijdig met het spel ontwikkeld en is ontworpen om optimaal met het spel te functioneren.
De meeste auto's beschikbaar in Forza Motorsport 2 kunnen in hun uiterlijk worden aangepast met zowel aerodynamische onderdelen als verf en stickers. Er kunnen 1000 lagen aan grafische bewerkingen op een auto worden aangebracht met de bewerkingssoftware die in het spel is ingebouwd. Volgens de ontwikkelaar voorkomen de uitgebreide mogelijkheden problemen met copyright. Auto-ontwerpen kunnen online tussen spelers onderling worden verhandeld. Veel spelers kiezen ervoor om echte racewagens zo nauwkeurig mogelijk na te maken.
Het spel ondersteunt split screen, system link en Xbox Live als manieren om met meerdere mensen tegelijk te racen. In split screen spelen twee spelers op dezelfde console een een-op-een race tegen elkaar terwijl met system link en Xbox Live tot acht spelers tegelijk een enkele race kunnen rijden. Spelers met een Xbox Live Silver-account kunnen wel online auto's kopen, maar hebben niet de mogelijkheid om te verkopen via de online veiling. Dit is alleen voorbehouden aan Xbox Live Gold-leden.
Forza Motorsport 2 is volledig gericht op circuitracen, de punt-naar-punt races uit Forza Motorsport zijn in het tweede deel van de serie niet teruggekomen.
De schade aan auto's en de krachten die op de wagens werken, zijn grotendeels overgenomen uit het voorgaande deel. Er zijn meerdere standen: "simulation", de zwaarste stand waarbij schade kan ontstaan die ervoor zorgt dat de auto niet meer verder kan, "limited", waarbij schade en impact worden gedempt en minder gevolgen hebben en "cosmetic", waarbij de schade slechts uiterlijk te zien is. De mate van schade kan tijdens een race worden gezien op een zogenaamde head-up display.

## Auto's
Er zijn meer dan 300 auto's beschikbaar in Forza Motorsport 2. Deze zijn verdeeld in zes productieklassen en vier raceklassen. De klasse waar een auto toe behoord kan deze uitsluiten voor een bepaalde race. De uiteindelijke lijst met auto's werd op 20 april 2007 bekendgemaakt.

### Productieauto's
Ook getunede auto's behoren tot de klasse van de productieauto's. Auto's kunnen dankzij upgrades naar een hogere klasse promoveren, maar zullen nooit de "R"-status bereiken.
- Klasse D: Standaard productiemodellen zoals de Ford Focus ST en de Volkswagen Golf GTI
- Klasse C: Standaard sportwagens als de Audi S4 en de Nissan 350Z
- Klasse B: Bovengemiddelde prestatieauto's als de Porsche Cayman en de Aston Martin V12 Vanquish
- Klasse A: Hoge prestatieauto's als de Chevrolet Corvette Z06 en de TVR Tuscan R
- Klasse S: Superauto's als de Ferrari Enzo en de Porsche Carrera GT
- Klasse U: Auto's met extreme prestaties als de Ferrari FXX en de Koenigsegg CCGT.

### Raceauto's
Auto's in deze klassen kunnen niet worden aangepast en niet worden verbeterd. Hierdoor kunnen ze ook niet van klasse verwisselen.
- Klasse R4: Zwaar gemodificeerde productieauto's als de Porsche 911 GT3 Cup en de Subaru Cusco Advan Impreza
- Klasse R3: Raceauto's met hoge prestaties als de Dodge Viper GTS-R en auto's uit de Super GT klasse
- Klasse R2: Raceauto's met extreme prestaties als de Porsche 911 GT1 en de Chevrolet Corvette C6R
- Klasse R1: Prototype raceauto's waaronder de Peugeot 905C

## Circuits
Er zijn veertien circuits, waarvan er twee alleen te verkrijgen zijn als downloadbare inhoud via Xbox Live. Deze circuits kennen in totaal 47 verschillende configuraties.

### Bestaande circuits
- Mazda Raceway Laguna Seca
- Mugello Autodromo Internazionale
- Nürburgring Nordschleife
- Road Atlanta
- Sebring International Raceway
- Silverstone Circuit
- Suzuka Circuit
- Tsukuba Circuit
- Twin Ring Motegi (als DLC)
- Road America (als DLC)

### Fictieve circuits
- Maple Valley Raceway
- New York Circuit
- Nissan Speedway
- Sunset Peninsula Infield

## Trivia
- Het spel is opgenomen in het boek 1001 Video Games You Must Play Before You Die van Tony Mott.